# Мануйлова, Маргарита Владимировна
Маргарита Владимировна Мануйлова (3 марта 2000, Челябинск) — российская футболистка, защитница клуба ЦСКА и сборной России.

## Биография
Воспитанница клуба «Сигнал» (Челябинск), первый тренер — Нина Викторовна Фазылова. В юном возрасте перешла в Училище олимпийского резерва г. Звенигорода. В составе команды «УОР-Россиянка» — победительница чемпионата Московской области 2016 года. В составе сборной Московской области — победительница Спартакиады учащихся России (2017). В 2018 году — победительница и лучший игрок первенства России в своём возрасте.
В главной команде «Россиянки» дебютировала в матче высшей лиги России 18 апреля 2017 года против «Енисея», заменив на 75-й минуте Яну Литвиненко. Всего за сезон приняла участие в 11 матчах высшей лиги. Выходила на поле в матче женской Лиги чемпионов против исландского «Стьярнана».
После расформирования профессионального состава «Россиянки», спортсменка некоторое время не выступала в соревнованиях высокого уровня. В 2019 году провела 2 матча в высшей лиге за московский ЦСКА, клуб стал в этом сезоне чемпионом России. В 2020 году стала играть за клуб более часто и снова стала чемпионкой страны. Серебряный призёр чемпионата России 2021, 2022, 2023 и 2024 года.
Выступала за юношескую и молодёжную сборную России. Победительница турнира «Кубанская весна» 2018 года. В национальной сборной России сыграла 2 товарищеских матча в ноябре 2017 года, дебютный матч провела 23 ноября 2017 года против Бельгии, заменив на 84-й минуте Валерию Беспаликову. Следующий матч за сборную сыграла только 1 декабря 2023 года против сборной Парагвая.